# PDK4
PDK4 (англ. Pyruvate dehydrogenase kinase 4) – білок, який кодується однойменним геном, розташованим у людей на короткому плечі 7-ї хромосоми. Довжина поліпептидного ланцюга білка становить 411 амінокислот, а молекулярна маса — 46 469.
| 10         |  | 20         |  | 30         |  | 40         |  | 50         |
| ---------- |  | ---------- |  | ---------- |  | ---------- |  | ---------- |
| MKAARFVLRS |  | AGSLNGAGLV |  | PREVEHFSRY |  | SPSPLSMKQL |  | LDFGSENACE |
| RTSFAFLRQE |  | LPVRLANILK |  | EIDILPTQLV |  | NTSSVQLVKS |  | WYIQSLMDLV |
| EFHEKSPDDQ |  | KALSDFVDTL |  | IKVRNRHHNV |  | VPTMAQGIIE |  | YKDACTVDPV |
| TNQNLQYFLD |  | RFYMNRISTR |  | MLMNQHILIF |  | SDSQTGNPSH |  | IGSIDPNCDV |
| VAVVQDAFEC |  | SRMLCDQYYL |  | SSPELKLTQV |  | NGKFPDQPIH |  | IVYVPSHLHH |
| MLFELFKNAM |  | RATVEHQENQ |  | PSLTPIEVIV |  | VLGKEDLTIK |  | ISDRGGGVPL |
| RIIDRLFSYT |  | YSTAPTPVMD |  | NSRNAPLAGF |  | GYGLPISRLY |  | AKYFQGDLNL |
| YSLSGYGTDA |  | IIYLKALSSE |  | SIEKLPVFNK |  | SAFKHYQMSS |  | EADDWCIPSR |
| EPKNLAKEVA |  | M          |  |            |  |            |  |            |

A: Аланін

C: Цистеїн

D: Аспарагінова кислота

E: Глутамінова кислота

F: Фенілаланін

G: Гліцин

H: Гістидин

I: Ізолейцин

K: Лізин

L: Лейцин

M: Метіонін

N: Аспарагін

P: Пролін

Q: Глутамін

R: Аргінін

S: Серин

T: Треонін

V: Валін

W: Триптофан

Кодований геном білок за функціями належить до трансфераз, кіназ. 
Задіяний у таких біологічних процесах, як вуглеводний обмін, обмін глюкози. 
Білок має сайт для зв'язування з АТФ, нуклеотидами. 
Локалізований у мітохондрії.